# Hélio Pinto Ferreira
Hélio Pinto Ferreira (São José dos Campos, 12 de maio de 1922 — São José dos Campos, 13 de junho de 1989) foi um poeta, escritor, jornalista, advogado e professor de literatura brasileiro.

## Biografia
Iniciou sua carreira como jornalista aos 16 anos, escrevendo crônicas e reportagens. Em 1946, assumiu o cargo de secretário do Núcleo Municipal de Escritores. Em 1960, travou amizade com o poeta Cassiano Ricardo.
Foi membro da União Brasileira de Escritores e sócio do Clube da Poesia, em São Paulo. Seu nome consta do Dicionário de Autores Paulistas, escrito por Luís de Correia de Melo e publicado pela editora Cidade de São Paulo.

## Prêmios e honrarias
Em 1963 recebeu um prêmio por sua Pequena antologia poética.
Também em 1963, recebeu o prêmio de melhor obra do ano publicada em poesia, no Rio de Janeiro, com Pequena Antologia Poética.
Em 1989 foi agraciado com a Medalha Cassiano Ricardo, honraria da câmara municipal de São José dos Campos. Empresta seu nome a uma biblioteca pública desta cidade, onde encontra-se conservado seu acervo pessoal.

## Livros publicados
- Seis poemas inéditos, São José dos Campos, SP, 1961.
- Pequena antologia poética, Livraria São José do Rio de Janeiro, RJ, 1962.
- Monólogo do bacharel e outros poemas, Rio de Janeiro, RJ, 1962.
- Vida presente, Livraria São José do Rio de Janeiro, RJ, 1965.
- 13 poemas num cordel, Editora Clube da Poesia de São José dos Campos, SP, 1982.